# 1020º Reggimento artiglieria missilistica contraerei
Il 1020º Reggimento artiglieria missilistica contraerei (in ucraino 1020-й зенітний ракетно-артилерійський полк?, 1020-j zenitnyj raketno-artylerijs'kyj polk, unità militare A4647) è un'unità di artiglieria contraerea direttamente subordinata al comando delle Forze terrestri ucraine con base a Poltava.

## Storia
L'unità è stata costituita il 30 gennaio 2023 come 1020º Battaglione artiglieria missilistica contraerei a causa della necessità di rafforzare la componente antiaerea dell'esercito ucraino in seguito all'invasione russa dell'Ucraina. Il 5 giugno 2024 il battaglione è stato espanso al rango di reggimento.

## Struttura
- Comando di reggimento[2]
- 1º Battaglione artiglieria missilistica contraerei
- 2º Battaglione artiglieria missilistica contraerei
- 3º Battaglione artiglieria missilistica contraerei
- Battaglione acquisizione obiettivi
- Compagnia genio
- Compagnia manutenzione
- Compagnia logistica

## Comandanti
- Colonnello Oleksandr Dmytrovs'kyj (gennaio 2023 - in carica)